# Stilbe
Stilbe (in greco antico: Στίλβη?, Stílbē) è un personaggio della mitologia greca. È una ninfa naiade.

## Mitologia
Figlia del dio fluviale Peneo e della naiade Creusa secondo Diodoro Siculo o di Oceano e Teti secondo la prefazione di Igino.
Da Apollo ebbe i gemelli Centauro (il progenitore della stirpe dei Centauri) e Lapite il progenitore dei Lapiti.

Secondo un'altra versione del mito, Centauro era invece figlio di Issione e di Nefele.
Altri figli a lei accreditati sono Oineo (avuto da Apollo) e la ninfa Cariclo avuta da Cicreo.